# Typhlocyba jucunda
Typhlocyba jucunda är en insektsart som beskrevs av Herrich-Schäffer 1837. Typhlocyba jucunda ingår i släktet Typhlocyba och familjen dvärgstritar. Inga underarter finns listade i Catalogue of Life.